# Formica tianshanica
Formica tianshanica is een mierensoort uit de onderfamilie van de schubmieren (Formicinae). De wetenschappelijke naam van de soort is voor het eerst geldig gepubliceerd in 2009 door Seifert & Schultz.